# Сафроновка (Иркутская область)
Сафроновка — деревня в Тайшетском районе Иркутской области России. Входит в состав Тимирязевского муниципального образования. Находится примерно в 8 км к северу от районного центра.

## Население
| 2002 | 2010 | 2011 | 2012 |
| ---- | ---- | ---- | ---- |
| 195  | →195 | ↘194 | ↘187 |